# Szczecin Pomorzany
Szczecin Pomorzany egy lengyelországi vasútállomás Szczecin városban, melyet a PKP Polskie Linie Kolejowe üzemeltet.

## Szomszédos állomások
A vasútállomáshoz az alábbi állomások vannak a legközelebb:
- Szczecin Główny
- Szczecin Turzyn

## Vasútvonalak
Az állomást az alábbi vasútvonalak érintik: